# ازارکی
آزارکی، روستایی از توابع بخش رحیم‌آباد شهرستان رودسر در استان گیلان ایران و در دامنه زیبای سلسله جبال البرز واقع می‌باشد. 

## جمعیت
این روستا در دهستان رحیم آباد قرار دارد و براساس سرشماری مرکز آمار ایران در سال ۱۳۸۵، جمعیت آن ۳۴۵ نفر (۷۵خانوار) بوده‌است.